# Арадия, или Евангелие ведьм
«Ара́дия, или Ева́нгелие ведьм» (англ. Aradia, or the Gospel of the Witches) — книга, составленная американским фольклористом Чарльзом Годфри Лиландом в 1899 году и представляющая собой сборник ритуалов и заклинаний, якобы применявшихся группой ведьм-язычниц из итальянской провинции Тоскана. Подлинность книги, равно как и само существование ковена, описанного Лиландом, была поставлена под сомнение рядом исследователей; тем не менее, «Арадия» оказала существенное влияние на развитие одного из современных неоязыческих течений — викки.

## История создания
В 1890-х годах Чарльз Годфри Лиланд изучал итальянский фольклор во Флоренции; «Арадия» стала одним из плодов этих исследований. Несмотря на то, что авторство книги обычно приписывают Лиланду, рукопись, послужившая её основой, не была написана непосредственно им: она принадлежала перу некой итальянки, которую Элизабет Робинс Пеннелл, племянница Лиланда и создательница его биографии, называет Магдаленой, а фольклорист Рома Листер — Маргаритой. Если верить Листеру, эта женщина была последовательницей некоего древнего колдовского культа, якобы зародившегося ещё во времена этрусков. В 2008 году исследователь неоязычества Рэйвен Гримасси высказал предположение о том, что её полное имя — Магдалена Талути (итал. Maddalena Taluti).
Лиланд познакомился с Магдаленой в 1886 году, и её рассказы стали для него одним из основных источников информации об итальянском фольклоре. Предоставленные ею материалы вошли, в частности, в его книгу «Римские развалины этрусков…». Узнав о существовании некой рукописи, якобы содержавшей сведения о колдовских ритуалах ведьм Тосканы, Лиланд попросил Магдалену отыскать её. 1 января 1897 года он получил от неё по почте манускрипт под заглавием «Vangelo», написанный Магдаленой от руки. Лиланд счёл документ подлинным, однако не смог выяснить, был ли он записан непосредственно с чьих-либо слов. Рукопись стала последним материалом, который Магдалена отправила Лиланду: судя по их переписке, в то время она намеревалась эмигрировать в США и прекратила общение с писателем. По предположению Рэйвена Гримасси, в итоге она всё же осталась в Италии, однако их корреспонденция с Лиландом, так или иначе, прервалась.
Лиланд завершил работу над расшифровкой, переводом и редактированием манускрипта в начале 1897 года и предложил рукопись издателю Дэвиду Натту, который её принял, но не спешил публиковать. В 1899 году фольклорист попросил вернуть ему рукопись, чтобы её можно было напечатать в другом издательстве. Это вынудило Натта всё же согласиться на публикацию «Арадии», которая вышла в свет в июле того же года весьма небольшим тиражом.

## Содержание

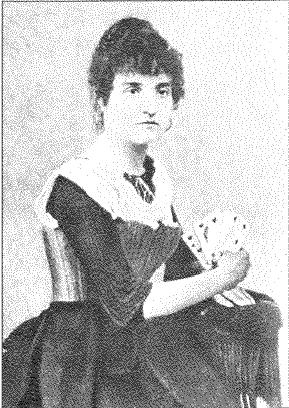
Фотопортрет Магдалены — информатора автора «Арадии»

Чарльз Годфри Лиланд признавался, что содержание «Vangelo» его не слишком удивило, хотя он не ожидал встретить в тексте фрагменты, написанные ритмической прозой. Фольклорист посчитал документ надёжным источником сведений о традициях и ритуалах, связанных с проведением шабашей ведьм в итальянской Тоскане. По словам Лиланда, приверженцы этой колдовской практики «поклонялись запретным божествам и творили запретные деяния, вдохновлённые бунтом против Общества не менее, чем собственными страстями».
Окончательная редакция манускрипта, выполненная Лиландом, состояла из пятнадцати глав, снабжённых предисловием и приложением. В издании также содержались сноски и — в некоторых местах — фрагменты оригинального текста на итальянском. Основную часть книги составляют заклинания, молитвы и ритуалы, однако в нём содержатся также мифы, несущие отпечаток влияния римской и христианской мифологии. Среди персонажей этих преданий — богиня Диана, бог света Люцифер, библейский Каин (символизирующий Луну), а также мессианская Арадия. Судя по всему, иерархия внутри ведовского культа профанировала структуру Католической церкви.

### Мифология «Арадии»
Некоторые главы «Арадии» полностью состоят из магических заклинаний и описаний ритуалов. Так, глава VI содержит приворотные заклятия; глава IV — заговоры для освящения «амулета Дианы», изготавливающегося из камня с круглым отверстием; глава II — указания относительно подготовки ритуального пиршества в честь Дианы, Арадии и Каина. Описательный материал представлен в значительно меньшей степени: это в основном короткие рассказы-легенды о зарождении ведовского культа и мифы о почитаемых божествах. Лиланд отдельно рассмотрел эту «мифологию» в приложении к основному тексту книги. Согласно его описанию, Диана в представлении последователей культа являлась «Царицей ведьм», а другое женское божество, Арадия, отождествлялось им с Иродиадой. Люцифер воспринимался как бог Солнца; Каин был мужской ипостасью лунного божества, находящейся, согласно верованиям тосканских ведьм, в заточении внутри Луны.
В главе III «Арадии» Диана предстаёт как демиург, устанавливая первоначальное разделение самой себя на тьму и свет. После появления Люцифера Диана соблазняет его, приняв обличье кошки, и вскоре рождает дочь Арадию. При помощи колдовства Диана сотворяет «небеса, звёзды и дождь». В главе I описывается появление первых ведьм, которые, сбежав из рабства неких «господ», начали новую жизнь как «воровки и злой народ»; Диана отправляет к ним Арадию, чтобы научить их магии, при помощи которой им удастся «уничтожить злую расу 'угнетателей'». Лиланда эта космогония поразила, поскольку ранее он не сталкивался с мифами, в которых бы сотворение мира связывалось с женским началом.

### Структура книги
«Арадия» разделена на пятнадцать глав, десять из которых якобы представляют собой перевод полученной Лиландом рукописи «Vangelo». При этом перевод был существенно дополнен писателем, который расширил первые десять глав собственными комментариями и вставками (в том числе его личными фольклористскими наблюдениями). По мнению медиевиста Роберта Матисена, подлинными фрагментами «Vangelo» являются только первая глава «Арадии» и часть четвёртой, а все остальные материалы были скомпилированы Лиландом из других источников.
Остальные пять глав были добавлены Лиландом. В них он попытался доказать, что языческий культ Дианы долгое время сосуществовал с христианством в Италии. Также он приводил фрагменты «оригинального» итальянского текста, с которого, по его утверждению, осуществлялся перевод. В конце XX века Марио Паццальини, выполняя новый перевод «Арадии», указал на то, что эти вставки пестрят орфографическими и грамматическими ошибками; кроме того, цитаты приведены на литературном итальянском, а не на одном из местных диалектов, что было бы более естественно. Из этого Паццальини сделал вывод, что текст сначала переводился Лиландом с тосканского диалекта на ломаный итальянский, а уже потом — на английский, причём в процессе работы фольклорист допустил множество ошибок и небрежностей.

## Сомнения в подлинности
Лиланд в своих заметках к «Арадии» утверждал, что колдовской культ, чьи ритуалы по его мнению содержит книга, существовал со времён Средневековья и что в Тоскане и Романье ещё в конце XIX столетия оставались деревни, полностью населённые язычниками. Манускрипт «Vangelo» он безо всяких оговорок считал подлинным, переведённым, вероятно, с некоего гипотетического латинского первоисточника.
Однако подлинность рукописи, как и сам факт её получения Лиландом, был поставлен под сомнение рядом исследователей. В 1921 году Маргарет Мюррей в своей книге «Культ ведьм в Западной Европе» выдвинула гипотезу о том, что ведовские процессы Средних веков являлись на самом деле массированным преследованием организованного языческого культа. Американская писательница Теда Кеньон в 1929 году издала книгу «Ведьмы ещё живы», где провела связь между теорией Мюррей о единой европейской языческой вере и «Арадией»; после этого аргументы против этой теории автоматически объединялись с аргументами против Лиланда. Так, Джеффри Расселл посвятил часть своего труда «История колдовства…» опровержению подлинности «Арадии», равно как и развенчиванию теорий Мюррей и Жюля Мишле о том, что колдовство в Европе было связано с некой тайной организованной религией. Историк Эллиот Роуз также подверг сомнению аутентичность «Арадии», охарактеризовав её как «подборку заклинаний, безуспешно пытающихся создать видимость религии».
В целом мнения о подлинности «Арадии» сводятся к трём различным утверждениям:
1. «Vangelo», первоисточник текста — аутентичный документ, в котором содержится информация о малоизученном языческом религиозном культе.
2. Исходная рукопись была полностью или частично написана Магдаленой, возможно, при участии Лиланда.
3. Все материалы были полностью сфальсифицированы Лиландом.

Третьей, наиболее скептической версии придерживаются некоторые современные учёные, например, Рональд Хаттон, который высказал сомнение не только в существовании религиозного культа, священным писанием которого якобы является «Арадия», но и в реальности «ведьмы» Магдалены. Сторонники подлинности «Арадии» либо занимают промежуточную позицию, признавая, что изначальный документ был частично искажён, либо же полностью доверяют истории Лиланда, утверждая, что полученный им манускрипт действительно включает описания реальных ритуалов. Эту точку зрения разделяет, в частности, американский антрополог Сабина Мальокко, которая в своей статье «Кем была Арадия? История и развитие легенды» предположила, что рукопись «Vangelo» в самом деле отражала верования последователей языческого культа Иродиады-Арадии, однако не в его первозданной форме, а в несколько искажённом виде; в качестве доказательств влияния христианства на средневековую «колдовскую религию» она приводит появление чужеродного образа Люцифера, использование некоторых магических практик и проведение специфических колдовских ритуалов, таких, например, как танцы под луной в обнажённом виде.

## Влияние на культуру

### Воздействие «Арадии» на неоязычество
Сразу после выхода в свет «Арадия» не привлекла сколько-нибудь значительного внимания. По сути, книга пребывала в забвении до 1950-х годов, когда её открыли для себя группы неоязычников. В начале 1960-х двумя неоязычниками, Чарльзом и Мэри Карделлами, было выполнено первое переиздание «Арадии», а в 1968 году она была переиздана приверженцем викки Реймондом Баклендом.
Последователи Джеральда Гарднера, основателя викки, во многом опирались на «Арадию» при разработке собственных ритуалов. Так, текст под названием «Наказ Богини», один из немаловажных элементов викканского богослужения, практически целиком списан с обращения Арадии к своим последователям из первой главы книги. В некоторых викканских практиках имя «Арадия» употребляется для обозначения Богини; первоначально, как замечает Рональд Хаттон, Гарднер и его последователи использовали его искажённую форму «Аирдия». Традиция ритуального обнажения («небесных одежд») также, вероятно, восходит к «Арадии». По мнению американского писателя Рэйвена Гримасси, эта практика была вполне привычной для итальянских колдуний эпох Средневековья и Ренессанса.
Восприятие «Арадии» неоязычниками не было, однако, однозначно позитивным: возможно, причиной тому было прямое упоминание в тексте книги Люцифера как  божества ведьм, в то время как последователи «романтизированного язычества» Гарднера стремились всячески отмежеваться от любых форм дьяволопоклонничества и оградить себя от ассоциаций с приверженцами набиравшего в то время популярность сатанизма. Уже в конце 1960-х «Арадия» исчезла из списков рекомендуемых книг, составлявшихся викканами для неофитов, и почти перестала открыто цитироваться в свеженаписанных неоязыческих книгах.

### «Арадия» в массовой культуре
- Британская группа Inkubus Sukkubus, исполняющая языческий рок, в 1999 году записала песню под названием «Aradia», вошедшую в альбом Wild[англ.]. Композиция представляет собой вольное переложение одной из молитв, обращённых к Арадии, и содержит прямые цитаты из книги на итальянском языке.
- У шотландского готического коллектива Dream Disciples на дебютном альбоме Veil of Tears (1991) есть песня «Aradia».
- В веб-комиксе Homestuck есть персонаж по имени Арадия.